# Tarık Çamdal
Osman Tarık Çamdal (ur. 24 marca 1991 w Monachium) – turecki piłkarz grający na pozycji prawego obrońcy w tureckim klubie Sarıyer GK. W latach 2013–2014 reprezentant Turcji.

## Kariera klubowa
Swoją karierę piłkarską Çamdal rozpoczął w zespole SV Türk Ingolstadt. Trenował również w juniorach MTV Ingolstadt. W 2003 roku podjął treningi w juniorach TSV 1860 Monachium. W 2009 roku zaczął grać w rezerwach tego klubu. W 2009 roku został również członkiem pierwszego zespołu Eintrachtu. 12 września 2009 zadebiutował w jego barwach w 2. Bundeslidze w wygranym 3:1 domowym meczu ze SpVgg Greuther Fürth. W TSV 1860 grał do końca sezonu 2010/2011.
Latem 2011 roku Çamdal przeszedł za 300 tysięcy euro do Eskişehirsporu. Swój debiut w tureckiej Süper Lig zaliczył 30 września 2012 w zwycięskim 1:0 domowym meczu z İstanbul BB. W maju 2014 wystąpił w przegranym 0:1 finale Pucharu Turcji z Galatasaray SK. W Eskişehirsporze grał do lata 2014.
Latem 2014 Çamdal podpisał pięcioletni kontrakt z Galatasaray. Swój ligowy debiut w Galatasaray zanotował 13 września 2014 w zremisowanym 0:0 domowym meczu z Eskişehirsporem. W sezonie 2014/2015 wywalczył tytuł mistrza Turcji. Zdobył również Puchar Turcji. Z kolei latem 2015 sięgnął po Superpuchar Turcji. W 2016 roku został wypożyczony do Eskişehirsporu.
| Sezon   | Klub                  | Kraj   | Rozgrywki     | Mecze | Gole |
| ------- | --------------------- | ------ | ------------- | ----- | ---- |
| 2009/10 | TSV 1860 Monachium    | Niemcy | 2. Bundesliga | 4     | 0    |
| 2009/10 | TSV 1860 Monachium II | Niemcy | Regionalliga  | 22    | 2    |
| 2010/11 | TSV 1860 Monachium    | Niemcy | 2. Bundesliga | 9     | 0    |
| 2010/11 | TSV 1860 Monachium II | Niemcy | Regionalliga  | 21    | 0    |
| 2011/12 | Eskişehirspor         | Turcja | Süper Lig     | 0     | 0    |
| 2012/13 | Eskişehirspor         | Turcja | Süper Lig     | 8     | 0    |
| 2013/14 | Eskişehirspor         | Turcja | Süper Lig     | 26    | 0    |
| 2014/15 | Eskişehirspor         | Turcja | Süper Lig     | 1     | 0    |
| 2014/15 | Galatasaray SK        | Turcja | Süper Lig     | 12    | 0    |
| 2015/16 | Galatasaray SK        | Turcja | Süper Lig     | 8     | 0    |
| 2016/17 | Eskişehirspor         | Turcja | 1. Lig        |       |      |

## Kariera reprezentacyjna
W latach 2009–2010 Çamdal grał w reprezentacji Niemiec U-19. 15 listopada 2013 zadebiutował w dorosłej reprezentacji Turcji w wygranym 1:0 towarzyskim meczu z Irlandią Północną, gdy w 72. minucie zmienił Gökhana Gönüla.